# Црква Светог пророка Илије у Русцу
Црква Светог пророка Илије у Русцу, насељеном месту на територији града Врања, православни је храм који припада Епархији врањској Српске православне цркве.
Црква посвећена Светом пророку Илији саграђена је 1865. године, или чак нешто раније, на основу године израде иконостаса. Положај ове цркве је врло специфичан и несвакидашњи: она се налази дословно на линији границе, која је успостављенана Берлинском конгресу 1878. године између Србије и Османског царства. Приликом богослужења, главни (западни) улаз у цркву контролисали су османски граничари, а јужни улаз и олтарски део - српски граничари. Такво стање трајало је све до ослобођења, 1912. године.
Сликар иконостаса, Вено, потписао се на царским дверима, крај ногу архангела Гаврила: Из руки Вено на 1867. На престоној икони Богородице са Христом и престоној икони Уздизања пророка Илије на Небо, појављује се година 1865. Ова два различита датума упућују на то да је сликар радио у два наврата. Постоји 29 икона на иконостасу.
На првој страни Октоиха, чије је друго издање штампано у Москви 1882. године, стоји запис: 14. окт. 1912. Победоносна трећа армија српске војске данас марширала Душанову Скопљу, 2. батаљон првог пука трећег позива била на служби. Мило Лекић, наредник.
Црква је обнављана почетком 20. века, када је и променила свој првобитни изглед, а у току 2016. године извршена је санација крова.